# Gino Cappello
Gino Cappello (Padova, 2 giugno 1920 – Bologna, 28 marzo 1990) è stato un dirigente sportivo e calciatore italiano, di ruolo attaccante.
Era noto anche come Cappello IV.

## Biografia
È scomparso nel 1990, all'età di 69 anni, a seguito di una caduta accidentale nella propria abitazione.

## Carriera

### Giocatore

#### Club

Cappello al Bologna, al tiro contro la SPAL nella sfida del 21 marzo 1954

Cresciuto calcisticamente nel Padova, passò al Milan nel 1940-1941, poi di nuovo al Padova (1944) e al Bologna nella stagione 1945-1946 dove giocò fino al campionato 1955-1956 collezionando 245 presenze e 80 reti in campionato.
Nel 1948 rimase coinvolto nello scandalo di corruzione noto come Caso Napoli, venendo squalificato per un mese. Ben più gravi furono, invece, le conseguenze legate alla sua partecipazione nel 1952 al "Palio calcistico petroniano", un torneo di bar a Bologna. Il 5 luglio nella partita tra il Bar Otello (in cui giocava Cappello) e il Bar San Mamolo l’arbitro Palmieri venne affrontato da alcuni giocatori del Bar Otello per le sue decisioni e cadendo a terra si fece male a una caviglia. L’arbitro denunciò Cappello per aggressione e il giudice sportivo gli inflisse la squalifica a vita, pena massima, mentre il Bologna, che a suo tempo gli aveva negato la partecipazione a quel torneo, gli comminò una pesante multa. Nel ricorso la Caf confermò la squalifica, ma l’8 settembre 1952 davanti alla giustizia ordinaria l’arbitro Palmieri vacillò nella ricostruzione del fatto e il pretore assolse Cappello per "non aver commesso il fatto". La Federazione ordinò un supplemento di indagine e il 7 febbraio 1953 ridusse la squalifica a un anno.
In Serie A contò complessivamente 301 presenze e 104 reti.
Dopo il Bologna, giocò per due stagioni con il Novara, prima di concludere la carriera da giocatore nel 1958.

#### Nazionale
In nazionale giocò 11 partite esordendo il 22 maggio 1949 in Italia-Austria (3-1), la prima partita del dopo-Superga.
Partecipò a due spedizioni mondiali: in Brasile nel 1950 e in Svizzera nel 1954. Fu in occasione di questi Mondiali che vennero assegnati, per la prima volta, i numeri di maglia ai giocatori in maniera fissa: a Gino Cappello toccò il numero 10.

Cappello con la maglia dell'Italia B nel 1950

Fece parte anche della nazionale B, senza disputare partite ufficiali.

### Dirigente
Smessa l'attività di giocatore diventò dirigente del Genoa, ma poco dopo fu trovato colpevole di tentata corruzione (per l'illecito sportivo noto appunto come Caso Cappello) e squalificato a vita (stavolta senza sconti).

## Statistiche

### Presenze e reti nei club
| Stagione        | Squadra                     | Campionato      | Campionato | Campionato |
| Stagione        | Squadra                     | Comp            | Pres       | Reti       |
| --------------- | --------------------------- | --------------- | ---------- | ---------- |
| 1938-1939       | Padova                      | B               | 32         | 10         |
| 1939-1940       | Padova                      | B               | 28         | 29         |
| 1940-1941       | Milano                      | A               | 23         | 12         |
| 1941-1942       | Milano                      | A               | 30         | 10         |
| 1942-1943       | Milano                      | A               | 21         | 7          |
| Totale Milano   | Totale Milano               | Totale Milano   | 74         | 29         |
| 1944            | Padova                      | DN              | 10         | 6          |
| Totale Padova   | Totale Padova               | Totale Padova   | 70         | 45         |
| 1945-1946       | Bologna                     | DN              | 18         | 5          |
| 1946-1947       | Bologna                     | A               | 30         | 9          |
| 1947-1948       | Bologna                     | A               | 24         | 8          |
| 1948-1949       | Bologna                     | A               | 34         | 8          |
| 1949-1950       | Bologna                     | A               | 26         | 10         |
| 1950-1951       | Bologna                     | A               | 32         | 16         |
| 1951-1952       | Bologna                     | A               | 31         | 8          |
| 1953-1954       | Bologna                     | A               | 34         | 12         |
| 1954-1955       | Bologna                     | A               | 5          | 2          |
| 1955-1956       | Bologna                     | A               | 11         | 2          |
| Totale Bologna  | Totale Bologna              | Totale Bologna  | 245        | 80         |
| 1956-1957       | Novara                      | B               | 20         | 5          |
| 1957-1958       | Novara                      | B               | 2          | 0          |
| Totale Novara   | Totale Novara               | Totale Novara   | 22         | 5          |
| 1959-1960       | C.R.A.L. Tranvieri, Bologna | 1ª Cat.         | ?          | ?          |
| Totale carriera | Totale carriera             | Totale carriera | 387+       | 159+       |

### Cronologia presenze e reti in nazionale
| Cronologia completa delle presenze e delle reti in nazionale ― Italia | Cronologia completa delle presenze e delle reti in nazionale ― Italia | Cronologia completa delle presenze e delle reti in nazionale ― Italia | Cronologia completa delle presenze e delle reti in nazionale ― Italia | Cronologia completa delle presenze e delle reti in nazionale ― Italia | Cronologia completa delle presenze e delle reti in nazionale ― Italia | Cronologia completa delle presenze e delle reti in nazionale ― Italia | Cronologia completa delle presenze e delle reti in nazionale ― Italia |
| Data                                                                  | Città                                                                 | In casa                                                               | Risultato                                                             | Ospiti                                                                | Competizione                                                          | Reti                                                                  | Note                                                                  |
| --------------------------------------------------------------------- | --------------------------------------------------------------------- | --------------------------------------------------------------------- | --------------------------------------------------------------------- | --------------------------------------------------------------------- | --------------------------------------------------------------------- | --------------------------------------------------------------------- | --------------------------------------------------------------------- |
| 22-5-1949                                                             | Firenze                                                               | Italia                                                                | 3 – 1                                                                 | Austria                                                               | Coppa Internazionale 1948-1953                                        | 1                                                                     |                                                                       |
| 12-6-1949                                                             | Budapest                                                              | Ungheria                                                              | 1 – 1                                                                 | Italia                                                                | Coppa Internazionale 1948-1953                                        | -                                                                     |                                                                       |
| 5-3-1950                                                              | Bologna                                                               | Italia                                                                | 3 – 1                                                                 | Belgio                                                                | Amichevole                                                            | -                                                                     |                                                                       |
| 25-6-1950                                                             | San Paolo                                                             | Svezia                                                                | 3 – 2                                                                 | Italia                                                                | Mondiali 1950 - 1º turno                                              | -                                                                     |                                                                       |
| 2-7-1950                                                              | San Paolo                                                             | Italia                                                                | 2 – 0                                                                 | Paraguay                                                              | Mondiali 1950 - 1º turno                                              | -                                                                     |                                                                       |
| 8-4-1951                                                              | Oeiras                                                                | Portogallo                                                            | 1 – 4                                                                 | Italia                                                                | Amichevole                                                            | 1                                                                     |                                                                       |
| 6-5-1951                                                              | Milano                                                                | Italia                                                                | 0 – 0                                                                 | Jugoslavia                                                            | Amichevole                                                            | -                                                                     |                                                                       |
| 3-6-1951                                                              | Genova                                                                | Italia                                                                | 4 – 1                                                                 | Francia                                                               | Amichevole                                                            | 1                                                                     |                                                                       |
| 18-5-1952                                                             | Firenze                                                               | Italia                                                                | 1 – 1                                                                 | Inghilterra                                                           | Amichevole                                                            | -                                                                     |                                                                       |
| 11-4-1954                                                             | Colombes                                                              | Francia                                                               | 1 – 3                                                                 | Italia                                                                | Amichevole                                                            | -                                                                     |                                                                       |
| 20-6-1954                                                             | Lugano                                                                | Belgio                                                                | 1 – 4                                                                 | Italia                                                                | Mondiali 1954 - 1º turno                                              | -                                                                     |                                                                       |
| Totale                                                                |                                                                       | Presenze                                                              | 11                                                                    |                                                                       | Reti                                                                  | 3                                                                     |                                                                       |

## Palmarès

### Club

#### Competizioni nazionali
- Coppa Alta Italia: 1

Bologna: 1945-1946